# Erlbach (Maisach)
Der Erlbach ist ein etwa 6,6 km langer Zufluss zur Maisach in Oberbayern.
Er entsteht im Wildmoos bei Moorenweis, fließt durch Jesenwang und weiter nördlich in Richtung Mammendorf, wo er an der Peretshofer Mühle von rechts in den dort noch rechtsseitigen Flutkanal neben der Maisach einfließt, der seinerseits bei Mammendorf in diese zurückmündet.